# ドクター・サミュエル・J・ホフマン
ドクター・サミュエル·J·ホフマン（Dr.Samuel J. Hoffman ニューヨーク市1903年7月23日-ロサンゼルス1967年12月6日）はテルミン奏者。

## 人物
14歳の時、ニューヨーク市でプロのバイオリン奏者になる。
芸名ハル・ホープで、ナイトクラブのバンドを率いた。
1936年にテルミンを始めた。
1941年にロサンゼルスに引っ越し医療の研修を受けたので音楽活動のための時間はほとんどなかった。しかし、ミュージシャン組合の地方事務所47で唯一のテルミン奏者であり、1945年に作曲家ミクロス・ローザから電話をもらい、映画『白い恐怖』の音楽に参加した。
このころから本名で活動するようになった者の、彼は足の医者でもあったので、習慣的に「ドクター」と呼ばれていた。
映画の成功をきっかけに、映画の劇伴のいらいが増え、1950年代末まで、ホラー映画や、映画『地球が静止する日』（1951）といったSF映画のサウンドトラックで引っ張りだこだった。
1940年代後半に、彼はバンドリーダーとして3枚のスタジオ・アルバムをレス・バクスターと録音。これらはエキゾチカ音楽の先駆となる。
彼らはサン・ラーに影響をあたえ、ラーはデビューLP『サン·ラーによるジャズ』で、バクスターらのアルバム『Perfume Set to Music』のなかの曲を演奏した。
ホフマンの最後の録音は、1967年に発表されたキャプテン・ビーフハート・アンド・ヒズ・マジック・バンドのデビュー・アルバム『セイフ・アズ・ミルク』に収録された2曲である。
1967年12月6日に心臓発作で死去。

## バクスターとの共演アルバム
- Music Out of the Moon (1947)
- Perfume Set to Music (1948)
- Music for Peace of Mind (1949)

これらの音源は編纂され『Waves in the Ether: The Magical World of the Theremin』 (2004)として再発した。

## 携わった映画
- 白い恐怖 Spellbound (1945)
- 失われた週末 The Lost Weekend (1945)
- The Spiral Staircase (1945)
- 赤い家 The Red House (1947)
- The Pretender (1947)
- 南米珍道中 Road to Rio (1947)
- 脱獄の掟 Raw Deal (1948)
- Let's Live a Little (1948)
- 狂った殺人計画 Impact (1949)
- She Shoulda Said No! (1949)
- Oriental Evil (1950)
- 火星探険 Rocketship X-M (1950)
- 腰抜け千両役者 Fancy Pants (1950)
- Let's Dance (1950)
- 遊星よりの物体X The Thing from Another World (1951)
- 地球が静止する日 The Day the Earth Stood Still (1951)
- 姿なき訪問者　Phantom from Space (1953)
- イット・ケイム・フロム・アウター・スペース It Came from Outer Space (1953)
- The 5,000 Fingers of Dr. T. (1953)
- Project Moon Base (1953)
- The Mad Magician (1954)
- 原子怪獣と裸女 Day the World Ended (1955)
- Please Murder Me (1956)
- 十戒 The Ten Commandments (1956)
- Our Mr. Sun (1956)
- Voodoo Island (1957)
- 紐育ウロチョロ族 The Delicate Delinquent (1957)
- 吸血原子蜘蛛 Earth vs. the Spider (1958)
- ビリー・ザ・キッド対ドラキュラ Billy the Kid versus Dracula (1966)

## 参照
1. ↑  All Music bio